# 京斯福特 (新南威爾斯州)
京斯福特（英語：Kingsfor）是澳洲悉尼東部郊區市區，距離雪梨中心商業區東南6公里，屬於蘭域市管轄。

## 交通
悉尼輕軌從環形碼頭出發的L3 京斯福特線其中兩個車站京斯福特及少年京斯福特位於澳紐軍團大道，而少年京斯福特是該線的總站。京斯福特亦有多條巴士路線往返中心商業區及周邊地區。